# Aeroporto de Luleå
O Aeroporto de Luleå, mais exatamente o Aeroporto de Luleå-Kallax (em sueco:  Luleå-Kallax flygplats e em inglês:  Luleå Airport; código IATA: LLA, código ICAO: ESPA) está localizado a 4 km a sul do centro da cidade de Luleå, no norte da Suécia.
É o aeroporto com maior tráfego da região histórica da Norrland. A sua pista de aterragem tem 3 350 metros, e é a mais comprida da Suécia.

Partilha as suas instalações com a unidade militar do Esquadrão de Norrbotten. Para referir o aeroporto civil é frequentemente usado o termo Luleå flygstation. Tem particular importância a sua ligação com o aeroporto de Arlanda, em Estocolmo. Outros destinos com destaque são Pajala e Gotemburgo, na Suécia, e as rotas turísticas de Chania, Antalya, Gran Canaria, Split, Zadar e Rodes.